# نووه ایگانگه
نووه ایگانگه (به لاتین: Nowe Iganie) یک روستا در لهستان است که در گمینا شدلتسه واقع شده‌است. نووه ایگانگه ۱٬۱۶۲ نفر جمعیت دارد.